# 河野節夫
河野 節夫（こうの せつお、1890年（明治23年）8月21日 - 1940年（昭和15年）1月3日）は、朝鮮総督府官僚。

## 経歴
広島県沼隈郡田島村（現在の福山市）出身。1917年（大正6年）、東京帝国大学法科大学政治科を卒業し、同年に高等文官試験に合格した。朝鮮総督府試補、事務官、忠清北道第一部地方課長・審査課長、警察官教習所教授、江原道警察部長、全羅北道警察部長、慶尚北道警察部長、臨時国勢調査課長、黄海道内務部長、平安南道内務部長を歴任した。
退官後、朝鮮金融組合理事・事業部長、朝鮮石炭組合聯合会理事長を務めた。
1940年（昭和15年）1月3日、病気療養中に死去、49歳。